# Цыгановка (Починковский район)
Цыгановка — деревня в Починковском районе Смоленской области России. Входит в состав Даньковского сельского поселения. Население — 7 жителей (2007 год). 
Расположена в центральной части области в 1,5 км к юго-западу от Починка, в 2 км восточнее автодороги А141 Орёл — Витебск, на берегу реки Хмара. В 3 км северо-восточнее деревни расположена железнодорожная станция Починок на линии Смоленск — Рославль.

## История
В годы Великой Отечественной войны деревня была оккупирована гитлеровскими войсками в июле 1941 года, освобождена в сентябре 1943 года.
В деревне родился полный кавалер ордена Славы Алексей Бомбизов.